# Crédit agricole Charente-Périgord
 (juin 2018).
Le Crédit agricole Charente-Périgord, officiellement Caisse régionale Crédit agricole mutuel de Charente-Périgord, est l'une des 39 caisses régionales du groupe Crédit agricole. Il est implanté dans les départements de la Charente et de la Dordogne.

## Historique
La Caisse régionale est née le 2 mai 1994 du rapprochement du Crédit agricole de la Charente et du Crédit agricole de la Dordogne.
Le siège social est situé 30, rue d'Épagnac à Soyaux près d'Angoulême.

## Données financières
| Année                        | 2015 | 2016 | 2017 | 2018 | 2019 | 2020 | 2021 |
| ---------------------------- | ---- | ---- | ---- | ---- | ---- | ---- | ---- |
| Produit net bancaire         | 243  | 241  | 238  | 247  | 240  | 244  | 256  |
| Charges de fonctionnement    | 145  | 152  | 154  | 154  | 159  | 155  | 162  |
| Résultat brut d'exploitation | 97   | 89   | 84   | 92   | 82   | 89   | 94   |
| Résultat net                 | 53   | 52   | 52   | 54   | 52   | 40   | 58   |